# Landesgartenschau Neuss 2026
Die Landesgartenschau in Neuss findet 2026 statt. Kernstück ist die Eröffnung eines 38 Hektar großen Parks auf der ehemaligen Galopprennbahn in Neuss, die unweit der Innenstadt von Neuss und des Hafengebiets liegt. Der Baustart war nach dem Schützenfest im Herbst 2024. Von der ehemaligen Rennbahn bleiben die Sandbahn und Richtertürme erhalten.